# Škoda 440
Škoda 440 — легковий автомобіль, що виготовлявся підприємством AZNP Škoda (чеськ. Automobilové závody, národní podnik Škoda — автомобільний завод народного підприємства «Шкода») у 1953—1959 рр. З 1957 р. паралельно виготовлялась Škoda 445 (з двигуном більшої потужності), а з 1958 р. Škoda 450 (купе-кабріолет з форсованим двигуном).
Індекси моделей вказують на кількість циліндрів та максимальну потужність двигуна (наприклад, «440» — 4-циліндри, 40 к. с.).
Характерна особливість автомобілів — 2-дверний кузов, запозичене у попередника шасі з хребтовою рамою, ресорними незалежними підвісками усіх коліс.
Всього було виготовлено 75 417 автомобілів Škoda 440, 9 375 — Škoda 445 та 1 010 — Škoda 450.

## Історія
У післявоєнний період Škoda робила основну ставку на недорогі малолітражки, хоч і продовжувала виробництво представницьких седанів Superb. Проте у 1948—1955 рр. у Чехословаччині автомобілі взагалі не потратляли у продаж а розподілялись через профспілкові й партійні органи з метою заохочення кращих робітників й номерклатури, при цьому їх кількість була мінімальною: так, наприклад, у 1952 р. у країні з доволі розвинутою в цілому автомобільною промисловістю приватні особи отримали всього 53 автомобілі, майже половина з яких були імпортними.
З середини 1953 р. правління ЧССР зайнялось реалізацією ідеї «народного автомобіля», згідно якої передбачалось протягом 5-6 років побудувати новий автозавод з розрахунковим об'ємом виробництва 600 авт. на добу (фактично завод запрацював тільки у 1964 р., внаслідок недостачі інвестицій та кризових явищ у чехословацькій економіці початку 1960-их). А до цього часу було вирішено створити «проміжний варіант» на базі Škoda 1102 та Škoda 1200 (остання у 1953 р. була єдиним чехословацьким легковиком, однак також була великою та малотехнологічною, щоб претендувати на роль «народної»), уніфікований з ними не менше ніж на 80 %.
В результаті у кінці 1953 р. з'явився макетний прототип нового автомобіля під назвою Spartak, зміненою в подальшому на Orlik, потім на Rival й в кінці на Škoda 440.

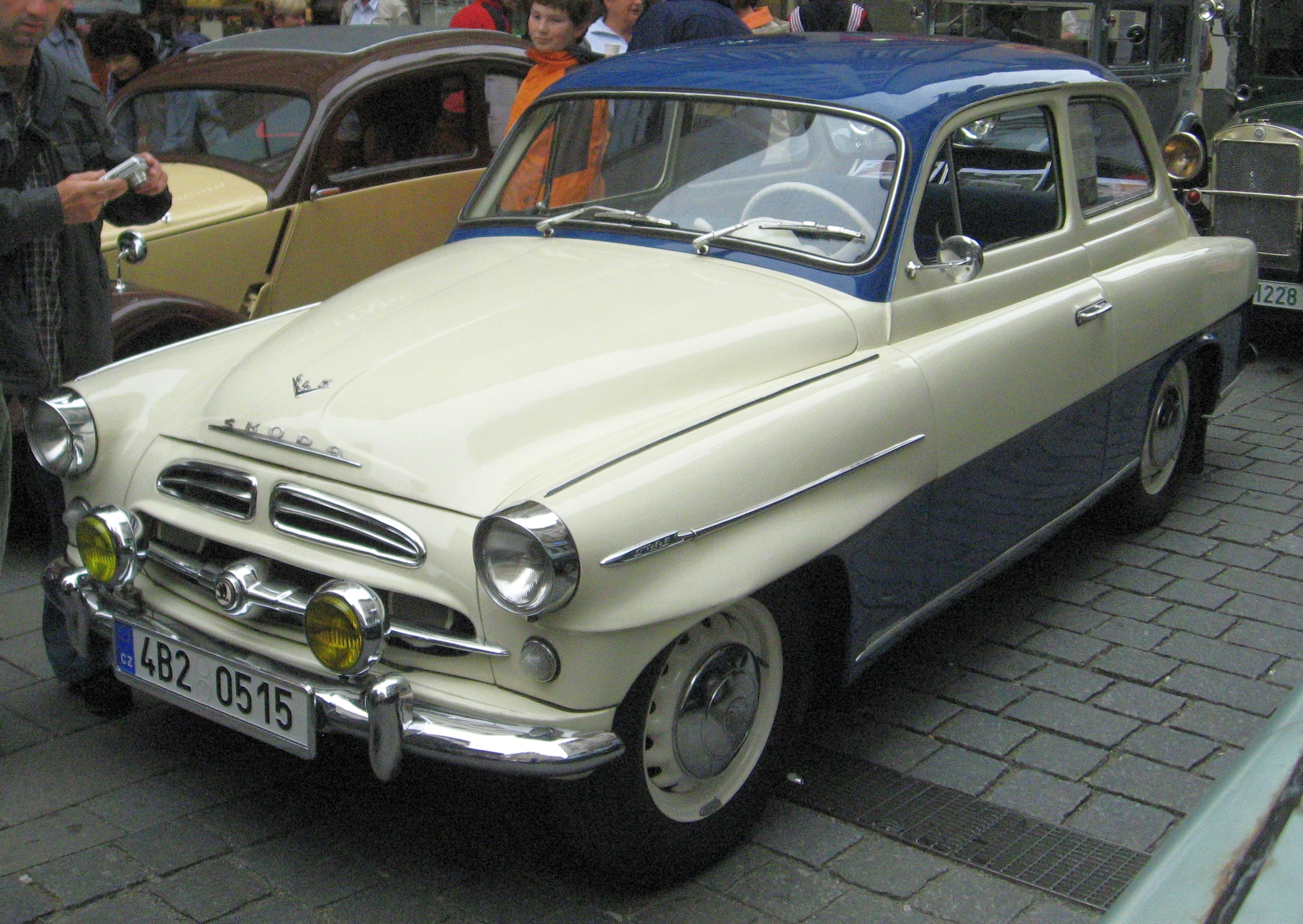
Седан Škoda 445

У 1955 р. Škoda 440 Spartak була запущена у виробництво. Від назви «Спартак» довелось невдовзі відмовитись через претензії голландської велосипедної компанії, хоча в побуті назва за автомобілем закріпилась .
Окрім шасі з хребтовою рамою від попередника (Škoda 1102) новий автомобіль отримав двигун робочим об'ємом 1089 см³, однак зі зміненими камерами згоряння, збільшеним до 7,5 ступенем стиску, карбюратором з падаючим потоком, прискорювальним насосом та вакуумним регулятором випередження запалювання. Завдяки цьому замість 30 к. с. двигун розвивав 40 к. с. (по SAE), а максимальна швидкість автомобіля сягнула 110 км/год.
Хоч автомобіль виявився вдалим, народним він не став. У 1953 р. у Чехословаччині відбулася грошова реформа, що як мінімум у 5 раз скоротила грошові заощадження громадян, й автомобіль виявився просто не доступним. На батьківщині він коштував 27 900 крон (середня зарплата у народному господарстві у ті роки становила 1190 Kč), тому більшість автомобілів йшла на експорт. У Великій Британії, наприклад, «Шкода 440» у офіційного дилера коштувала 864£ (аналогічний за характеристиками Ford Prefect 100E коштував 658£)

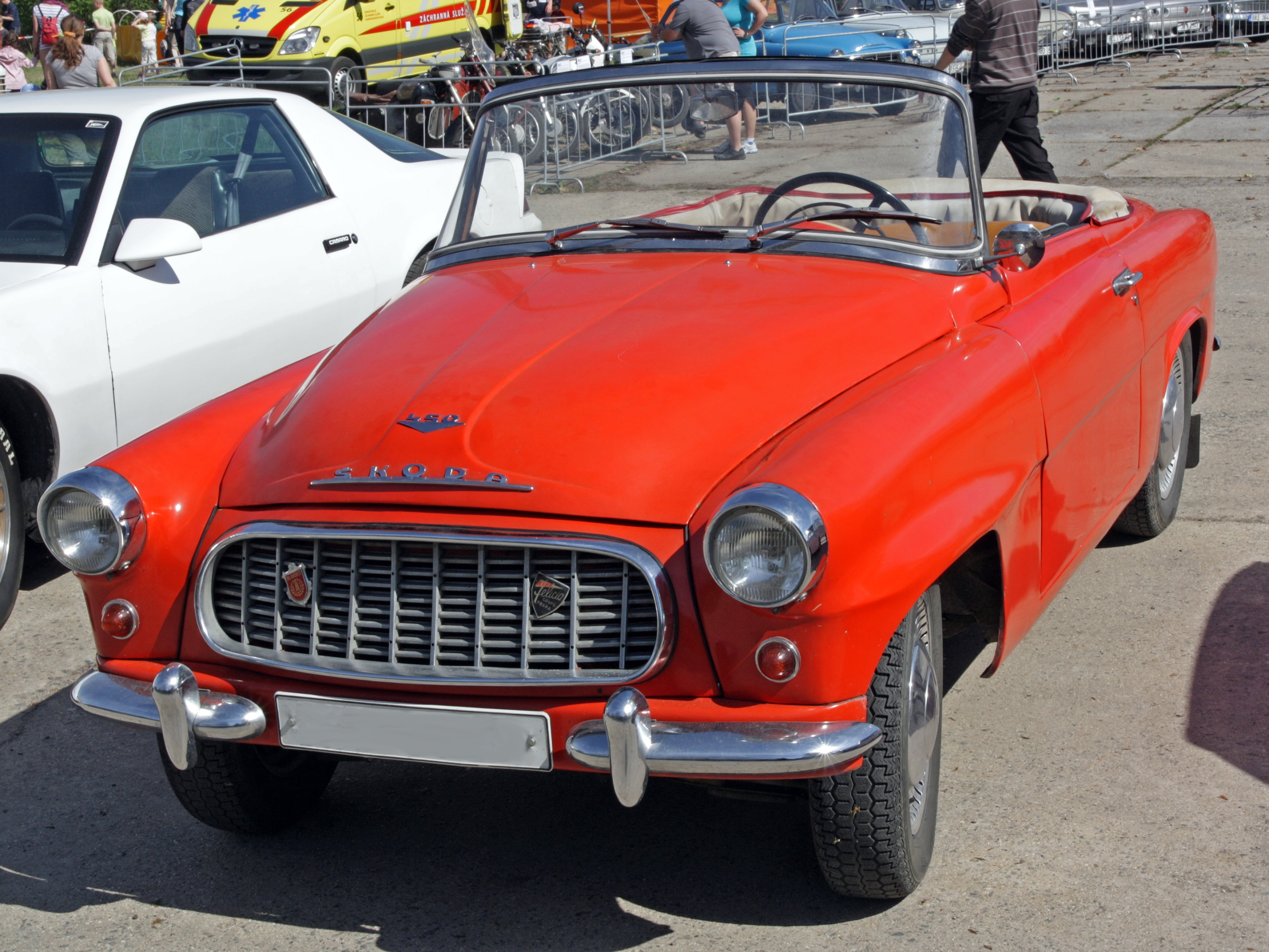
Купе-кабріолет Škoda 450

Перша модернізація «Шкоди 440» відбулася у 1957 р. На Škod'y 445 встановили двигун від Škod'и 1201 об'ємом 1221 см³ й потужністю 45 к. с. (47 к. с. по SAE).
Крім того, у модельному ряду з'явився двомісний родстер Škoda 450 з двигуном об'ємом 1089 см³ та потужністю 50 к. с. (обумовлена зміненим ступінем стиску й двома карбюраторами). Відкритий автомобіль вперше був представлений на ярмарку в Брно у 1957 р. За кордоном його рекламою займалась Шарлотта Шеффілд (міс США 1957 р.).
У 1958 р. родстер запустили у серійне виробництво, однак не на головному заводі, а на підприємстві «Шкода» у м. Квасині, що існувало з 1934 р. Там відбувалось збирання відкритого кузова, а готове шасі з двигуном поступало з Млада-Болеслава. Саме Škoda 450 отримала лаконічну решітку радіатора замість «вусів», що пізніше стала єдиною для усього сімейства.